# Love Time
Pour plus de détails, voir Fiche technique et Distribution.
Love Time (littéralement, Le Temps de l'amour) est un film américain réalisé par James Tinling, sorti en 1934.
Le film est une biographie romancée du compositeur autrichien du XIXe siècle Franz Schubert.

## Fiche technique
- Titre : Love Time
- Réalisation : James Tinling
- Scénario :  William M. Conselman, Lynn Starling (en), Sally Sandlin
- Photographie : Arthur C. Miller
- Montage : Alex Troffey (en)
- Musique : Hugo Friedhofer (non crédité)
- Direction artistique :
- Costumes :
- Casting : James Ryan
- Producteur : John Stone (en)
- Société de production : Fox Film Corporation
- Société de distribution : Fox Film Corporation
- Pays de production :  États-Unis
- Langue : Anglais américain
- Format : Noir et blanc — 35 mm — 1,37:1 — Son : Mono (Western Electric Noiseless Recording)
- Genre : Film dramatique, Film biographique, Film historique
- Durée : 72 minutes
- Dates de sortie : 
  - États-Unis : 3 novembre 1934
  - Suède : 8 décembre 1934
  - Australie : 15 février 1935
  - Portugal : 1er mai 1935

## Distribution
- Nils Asther : Franz Schubert
- Pat Paterson : Valerie
- Herbert Mundin : César
- Harry Green : Adam
- Henry B. Walthall : duc Johann von Hatzfeld
- Lucien Littlefield : Willie Obenbiegler
- Henry Kolker : empereur François Ier
- Albert Conti : Nicholas
- Herman Bing : Istvan
- Roger Imhof : l'aubergiste
- James Burke : Benjamin
- Josephine Whittell : Mme Obenbiegler
- Earle Foxe : le sergent
- Georgia Caine : comtesse Bertaud
- Mary Blackford : Charlotte Bertaud
- Paul England : prince Frédéric